# Tangentopoli
Tangentopoli (wymowa  tanʤenˈtɔpoli, z wł. dosłownie „łapówkogród”) – termin, którym nazwano system, a dokładniej, układ powiązań, panujący we Włoszech do czasu śledztwa mani pulite (włos. „czyste ręce”), które rozpoczęto 17 lutego 1992. Tego dnia prokurator Antonio Di Pietro w związku z zarzutami korupcyjnymi wydał nakaz tymczasowego aresztowania Maria Chiesy, działacza Włoskiej Partii Socjalistycznej i jednocześnie dyrektora miejskiego przytułku, oskarżonego o nielegalne przyjęcie 7 milionów lirów. Śledztwo ujawniło system powiązań polityków i biznesmenów oraz znaczącą skalę łapówek na szczytach władzy. Wkrótce prowadzono śledztwa w sprawie ponad 150 firm i blisko 40 polityków (w większości należących do WPS i Chrześcijańskiej Demokracji). Zarzuty przedstawiono m.in. byłemu premierowi i przywódcy socjalistów Bettino Craxiemu, który stał się symbolem całej afery.
Już samo ogłoszenie szczątkowych rezultatów działań antykorupcyjnych Di Pietro pozbawiło Partię Chrześcijańsko-Demokratyczną większości parlamentarnej. Tym samym skończył się trwający ponad pół wieku okres dominacji chadeków we włoskiej polityce. W wyniku afery w styczniu 1994 rozpadła się Chrześcijańska Demokracja, jedna z głównych partii na włoskiej scenie politycznej, a jej przywódca Giulio Andreotti został postawiony w stan oskarżenia. Spośród innych ugrupowań należących do pentapartito (koalicji pięciu partii) także socjaliści i liberałowie rozwiązali się, a partie republikanów i socjaldemokratów zanikły.